# Кейрос, Моасир Сикейра де
Моасир Сикейра де Кейрос (порт.-браз. Moacyr Siqueira de Queiroz; 18 декабря 1902, Рио-де-Жанейро — 14 апреля, по другим данным 18 апреля или 14 августа 1992, Рио-де-Жанейро), более известный под именем Руссиньо (порт.-браз. Russinho) — бразильский футболист, нападающий. Участник первого чемпионата мира. Первый футболист, забивший за клуб «Васко да Гама» 100 голов.

## Карьера
Руссиньо родился в Рио-де-Жанейро 18 декабря 1902 года, там же он начал играть в футбол. Первой его командой стал маленький местный клуб — «Атлетико Андарай», где он провёл два сезона. Там нападающего заметил один из грандов бразильского футбола — «Васко да Гама», где Руссиньо провёл лучшие годы карьеры. В дебютной игре за клуб, клуб Руссиньо встречался с его бывшей командой и открыл счёт в матче, в котором Васко проиграл со счётом 2:3. В первом же сезоне форвард выиграл с «Васко» чемпионат Рио, более того, он стал лучшим бомбардиром команды, забив 12 голов. В 1929 году, в финале чемпионата с «Америкой», Руссиньо забил три гола, а его команда победила 5:0. В те 10 лет жизни, что он отдал «Васко», он являлся главным и основным центрофорвардом команды. За клуб форвард провёл 242 матчей (153 победы, 40 ничьих и 49 поражений) и забил 227 голов, по другим данным — 225 голов, по третьим данным 253 матча и 230 голов. Последний матч за клуб он провёл 22 апреля 1934 года с «Сан-Кристованом». В 1935 году, в возрасте 31 года, Руссиньо перешёл в «Ботафого», который несколько лет до этого стремился переманить талантливого нападающего к себе. Причиной перехода нападающего стал конфликт с руководством «Васко». Он там провёл три года, выиграв один чемпионат Рио, и закончил в 1938 году спортивную карьеру.
В 1930 году Руссиньо выиграл голосование «Лидер футболистов Бразилии», на котором набрал 2 900 649 голосов. Призом организаторов конкурса, которыми выступила табачная компания Grande Manufactora de Fumos Veado, презентовавшая новую марку сигарет Monroe, стал спортивный автомобиль марки Chrysler.
После завершения игровой карьеры, Руссиньо в 1938 году возвратился в систему «Васко». После Флориано Пейшото и перед Карлосом Скароне он провёл несколько игр в качестве исполняющего обязанности главного тренера клуба, став первым футболистом в истории «Васко да Гамы», проработавшим также и главным тренером команды. Также он работал директором клуба.
Руссиньо был увековечен в песне Quem Dá Mais Ноэла Розы.

## Статистика

### Клубная
| Сезон | Команда       | Игры | Голы |
| ----- | ------------- | ---- | ---- |
| 1921  | Андарай       |      | 1    |
| 1922  | Андарай       |      | 6    |
| 1923  | Андарай       |      | 0    |
| 1924  | Васко да Гама | 22   | 25   |
| 1925  | Васко да Гама | 22   | 19   |
| 1926  | Васко да Гама | 28   | 34   |
| 1927  | Васко да Гама | 29   | 22   |
| 1928  | Васко да Гама | 30   | 29   |
| 1929  | Васко да Гама | 31   | 31   |
| 1930  | Васко да Гама | 32   | 20   |
| 1931  | Васко да Гама | 34   | 33   |
| 1932  | Васко да Гама | 7    | 5    |
| 1933  | Васко да Гама | 12   | 10   |
| 1934  | Васко да Гама | 6    | 2    |
| 1935  | Ботафого      |      | 17   |
| 1936  | Ботафого      |      | 18   |
| 1937  | Ботафого      |      | 1    |
| 1938  | Ботафого      |      | 0    |

### Международная
| Матчи Руссиньо за сборную Бразилии | Матчи Руссиньо за сборную Бразилии | Матчи Руссиньо за сборную Бразилии | Матчи Руссиньо за сборную Бразилии | Матчи Руссиньо за сборную Бразилии | Матчи Руссиньо за сборную Бразилии | Матчи Руссиньо за сборную Бразилии |
| ---------------------------------- | ---------------------------------- | ---------------------------------- | ---------------------------------- | ---------------------------------- | ---------------------------------- | ---------------------------------- |
| №                                  | Дата                               | Место проведения                   | Оппонент                           | Счёт                               | Голы                               | Турнир                             |
| 1                                  | 2 декабря 1925                     | Росарио                            | Ньюэллс Олд Бойз                   | 2:2                                | —                                  | Товарищеский матч                  |
| 2                                  | 22 июля 1930                       | Монтевидео                         | Боливия                            | 4:0                                | —                                  | Чемпионат мира                     |
| 3                                  | 10 августа 1930                    | Рио-де-Жанейро                     | Югославия                          | 4:1                                | 1                                  | Товарищеский матч                  |

2 матча — 1 гол в официальных встречах, 1 матч — в неофициальных.

## Достижения

### Командные
- Чемпион штата Рио-де-Жанейро: 1924, 1929, 1934, 1935

### Личные
- Лучший бомбардир чемпионата штата Рио-де-Жанейро: 1929 (23 гола, столько же забил Теле), 1931 (17 голов)

## Личная жизнь
Дочь Руссиньо стала оперной певицей.